# アドレナリン:ハイ・ボルテージ
『アドレナリン:ハイ・ボルテージ』（原題: Crank: High Voltage ）は、2009年のアメリカ映画。2006年の映画『アドレナリン』の続編。ビデオ発売時には『アドレナリン2 ハイ・ボルテージ』へと改題された。日本ではR-18指定作品。

## ストーリー
リッキー・ヴェローナ（ホセ・パブロ・カンティーロ）を殺害し、ヘリからダウンタウンの街なかに落下したシェブ・チェリオス（ジェイソン・ステイサム）は、意識不明の重体のまま中国マフィアに拉致される。3ヶ月後、シェブの心臓はマフィアに持ち去られ、1時間ごとに充電が必要とされる粗悪な人工心臓と取り換えられていた。成り行きから叩き潰した売春宿の出身であった娼婦・リア（バイ・リン）や、ヴェローナ一味に殺されたケイロの弟・ヴィーナス（エフレン・ラミレッツ）、そして恋人のイヴ（エイミー・スマート）らの協力を得ながら、中国マフィアの一人から聞き出した「ジョニー・ヴァン」という名前を手がかりに、シェブは自身の心臓の行方を追う。

## キャスト
| 役名                 | 俳優                         | 日本語吹替 |
| -------------------- | ---------------------------- | ---------- |
| シェブ・チェリオス   | ジェイソン・ステイサム       | 山路和弘   |
| イヴ                 | エイミー・スマート           | 松本梨香   |
| エル・ウロン         | クリフトン・コリンズ・Jr     | 内田直哉   |
| ヴィーナス           | エフレン・ラミレッツ         | 里見圭一郎 |
| リア                 | バイ・リン                   | 東條加那子 |
| プーン・ドン         | デヴィッド・キャラダイン     |            |
| ドク・マイルズ       | ドワイト・ヨーカム           | 石塚運昇   |
| ダーク・チョコレート | ジュラン・チディ・ヒル       |            |
| オーランド           | レノ・ウィルソン             |            |
| ドン・キム           | キーオニー・ヤング           |            |
| ジョニー・ヴァン     | アート・シュー               |            |
| チコ                 | ジョセフ・ジュリアン・ソリア |            |
| ランディ             | コリー・ハイム               |            |
| カレン・チェリオス   | ジェリ・ハリウェル           |            |

## カメオ出演
- ロン・ジェレミー (ポルノ俳優)
- エド・パワーズ（英語版）
- ジェナ・ヘイズ (ポルノ女優)
- ニック・マニング（英語版） (ポルノ俳優)
- レキシントン・スティール (ポルノ俳優)
- チェスター・ベニントン (リンキン・パーク)
- グレン・ハワートン（英語版） (It's Always Sunny in Philadelphia)
- メイナード・ジェームス・キーナン (トゥール/ア・パーフェクト・サークル)
- ダニー・ローナー（英語版） (ナイン・インチ・ネイルズ)
- キース・ジャーディン (UFC総合格闘家)
- ローレン・ホリー (女優)
- ロイド・カウフマン (トロマ・エンターテインメント)

## スタッフ
- 監督：マーク・ネヴェルダイン、ブライアン・テイラー
- プロダクションデザイン：ジェリー・フレミング
- 衣装デザイン：デイナ・ピンク
- キャスティング：ケリー・ワグナー
- メイクアップ：マイク・マイケルズ、ビル・マイヤーズ